# Pirnodus detectidens
Pirnodus detectidens är en kvalsterart som beskrevs av Grandjean 1956. Pirnodus detectidens ingår i släktet Pirnodus och familjen Pirnodidae. Inga underarter finns listade i Catalogue of Life.